# Sztorm-333

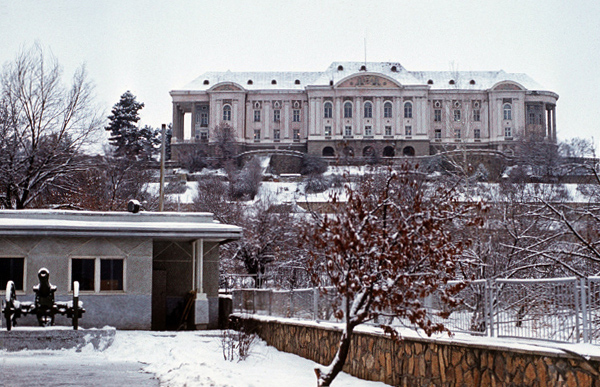
Pałac Tadż-bek (1987)

Operacja Sztorm-333 (ros. Шторм-333), znana również jako szturm na pałac Amina w Kabulu – operacja radzieckich sił specjalnych przeprowadzona 27 grudnia 1979 roku w Kabulu, której celem było odsunięcie od władzy ówczesnego prezydenta Afganistanu, Hafizullaha Amina.

## Przyczyny
Amin od kiedy został prezydentem Afganistanu, próbował zmniejszyć zależność kraju od ZSRR. Starał się to realizować poprzez równoważenie polityki zagranicznej, za pomocą zacieśniania stosunków z Iranem i Pakistanem. Postawa Amina budziła obawy kierownictwa KPZR, gdzie na afgański rząd patrzono z coraz większą podejrzliwością. Szczególnie niechętnie przywódcy ZSRR patrzyli na Amina po tym, gdy ten spotkał się z Gulbuddinem Hekmatjarem, będącym jednym z czołowych antykomunistów Afganistanu. Prezydent starał się nawiązać lepsze stosunki ze Stanami Zjednoczonymi. Równocześnie jego rządy doprowadziły do tarć wewnątrz rządzącej Ludowo-Demokratycznej Partii Afganistanu, w której Amin, będący zwolennikiem radykalnej (choć sceptycznej wobec ZSRR) frakcji „Chalk”, opowiedział się przeciwko umiarkowanemu i bardziej proradzieckiemu „Parczam”, a następnie rozpoczął represje wobec niej.

## Decyzja o przeprowadzeniu operacji
Decyzję o szturmie podjął Przewodniczący KGB Jurij Andropow. Jej formalnym powodem był zarzut współpracy agenturalnej Amina z CIA, chociaż on sam optował za wprowadzeniem oddziałów armii ZSRR do Afganistanu. U podstaw decyzji leżało przeświadczenie Leonida Breżniewa i ścisłego kierownictwa partii, że pod dalszymi rządami Amina, który skonfliktował rządzącą partią i przyczynił się do eskalacji wojny domowej, sytuacja w Afganistanie będzie się tylko pogarszać, a Afganistan przyjmie antyradziecki i prozachodni kurs.

## Atakujący
Planowaniem i dowodzeniem nad operacją zajął się płk GRU Wasilij W. Kolesnik. Radzieckie zgrupowanie szturmowe tworzyły dwie nieetatowe grupy KGB (kadra Grupy A i ci, którzy później zostali kadrą tzw. Wympieła): „Grom”, która składała się z 24 komandosów pod dowództwem oficera o nazwisku Romanow, i „Zenit”, w której 30 żołnierzami dowodził również bliżej nieznany oficer o nazwisku Jakow Fiodorowicz Siemionow i żołnierze 154 Wydzielonego Pododdziału Specjalnego Przeznaczenia GRU. Obydwie sekcje KGB tworzyły pododdział o kryptonimie „Kaskad” pod dowództwem płk. KGB Grigorija I. Bojarinowa – Naczelnika Kursu Doskonalenia Kadry Oficerskiej (KUOS) KGB ZSRR. Te pododdziały miały wedrzeć się do pałacu i „wykonać swoje zadania”. Wsparcie i ubezpieczenie zapewniała atakującym pozostała część tzw. „batalionów muzułmańskich” GRU (520 żołnierzy specnazu) pod dowództwem mjr. Chałbajewa i 9 Kompania 345 Gwardyjskiego Samodzielnego Pułku Powietrznodesantowego pod dowództwem por. Wostrotina (80 żołnierzy). Wszyscy żołnierze radzieccy byli ubrani w afgańskie mundury z białą opaską na ramieniu.

## Obrońcy
Pałacu Tadż-bek broniła straż przyboczna prezydenta złożona ze 150 oficerów. Wspierały ją trzy grupy strażników (ok. 50–100 ludzi), obsadzających liczne posterunki wartownicze. Zewnętrzny pierścień obrony tworzyła licząca 1200 ludzi brygada gwardyjska pod dowództwem mjr. Dżandata; składała się ona z 3 batalionów piechoty zmotoryzowanej i batalionu czołgów T-55 oraz pułku opl uzbrojonego w działa 100 mm.

## Szturm

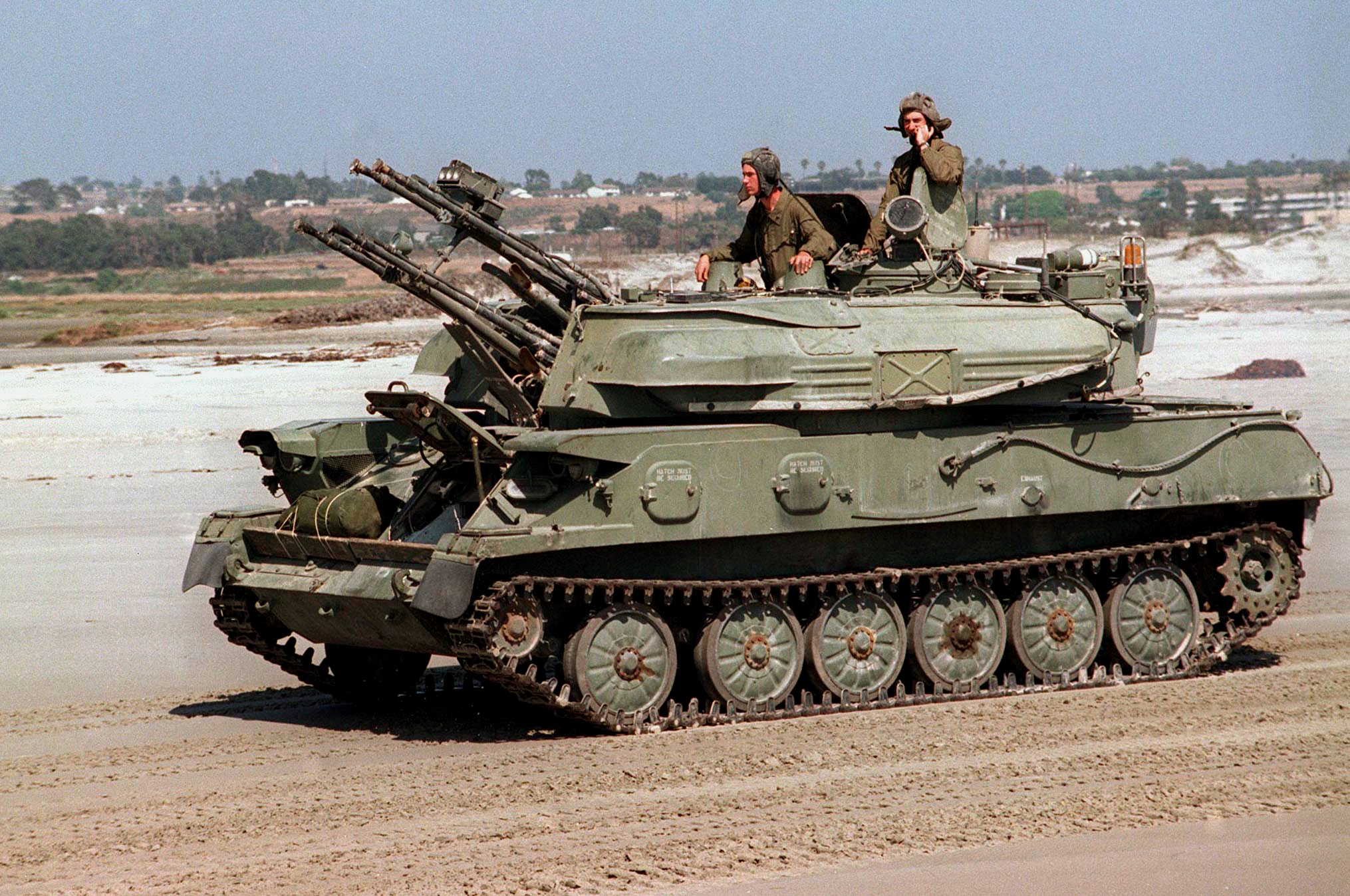
ZSU-23-4 "Szyłka" – pojazd ten w ciągu sekundy "wypluwa" z siebie 12 kg. stali i materiału wybuchowego. Ich ogień zapewnił atakującym wsparcie decydujące o sukcesie operacji

Komandosi i spadochroniarze zostali przerzuceni do Kabulu drogą lotniczą w dniach 24-26 grudnia, legalnie, jako rosyjska pomoc wojskowa dla prezydenta Amina, który zwrócił się o nią oficjalnie 25 grudnia. Zajęli drugą linię obrony wokół pałacu (pomiędzy linią obrony prezydenta a pałacem) i ustawili na dogodnych pozycjach działka p. lot. Atak rozpoczął się 27 grudnia o godz. 19:30 czasu lokalnego. Miażdżące wsparcie ogniowe i osłonę atakującym zapewniały 4 samobieżne działka p. lot. ZSU-23-4. Na 3 lub 4 transporterach opancerzonych z afgańskimi znakami rozpoznawczymi grupa „Zenit” ruszyła na pałac. Jeden z pojazdów zniszczyła ochrona Amina, jednak pozostali komandosi wdarli się do budynku i przy pomocy silnego ognia z broni automatycznej i ręcznych granatów, piętro za piętrem, opanowali pałac. Całość operacji trwała ok. 45 min.

## Straty
W czasie szturmu obydwie grupy KGB straciły pięciu ludzi (w tym ich dowódcę, płk. Bojarinowa, który omyłkowo zginął od kul radzieckich spadochroniarzy), spadochroniarze również 5 żołnierzy, a „batalion muzułmański” – 12. Niemal wszyscy atakujący odnieśli rany (głównie od własnego ognia). Straty afgańskie to ok. 150-200 strażników i ochroniarzy oraz ok. 500 gwardzistów na zewnętrznym pierścieniu obrony. Wraz ze swoim synem i rosyjskim lekarzem zginął również sam prezydent Amin, który do końca był przekonany, że atakują go zbuntowane oddziały i oczekiwał pomocy radzieckiej. Nie jest jasne czy zginął od przypadkowych kul, czy też został zabity przez komandosów zgodnie z domniemanym wcześniejszym rozkazem.

## Skutki
Atak z punktu widzenia osiągnięcia celów operacji zakończył się sukcesem. Zniszczenie głównego ośrodka władzy kraju tuż przed wprowadzeniem do niego swoich głównych wojsk umożliwił KPZR zadanie. Zabicie uznawanej głowy państwa z użyciem wojska i służby bezpieczeństwa, nie dawało legitymizacji nowo powołanej władzy zgodnej z interesem ZSRR. Następca Babrak Karmal doprowadził do liberalizacji systemowej - jego rząd przywrócił skonfiskowane mienie, przyznał koncesje przywódcom religijnym oraz sprywatyzował niektóre nieruchomości znacjonalizowane przez wcześniejszą władzę oraz wprowadził powszechną amnestię. Z drugiej strony pomimo liberalizacji systemu władza Karmala była bardziej proradziecka i w jej trakcie trwała interwencja Sił Zbrojnych ZSRR w kraju.
Pułkownik Kolesnik został „po cichu” utytułowany wraz z płk. Bojarinowem (pośmiertnie) Bohaterem Związku Radzieckiego z przyznaniem Złotej Gwiazdy i odznaczeniem Orderem Lenina.